# 敌对蜜友
《敌对蜜友》（羅馬化：Phuean Sanit Phit Sahai），是一部由埃卡西特·塔袞卡塞姆蘇克執導，塔索恩·克林尼亞姆、查雅妮·臣姍卡維、提迪蓬·德查阿派坤及諾帕努·甘塔柴領銜主演的愛情復仇劇。預計2024年於GMM25首播。

## 演員陣容
註：括號內的演員姓名為小名。

### 主演
- 塔索恩·克林尼亞姆（Emi） 飾演 Tulip
- 查雅妮·臣姍卡維（Pat） 飾演 Baikhao
- 提迪蓬·德查阿派坤（New） 飾演
- 諾帕努·甘塔柴（Boun） 飾演

## 製作
GMMTV於2024年4月23日举行的線上推介會「GMMTV 2024 UP & ABOVE PART 2」釋出此劇前導預告，預計於2024年首播。

## 記事
2025年4月3日，GMMTV宣佈由塔索恩·克林尼亞姆（Emi）接替瓦拉妮·塔瓦翁 (Mook) 出演。

## 外部連結
- MyDramaList上的劇情簡介 （页面存档备份，存于）（英文）
- 豆瓣电影上《敌对蜜友》的資料 （简体中文）